# Іванов Петро Костянтинович
Іва́нов Петро́ Костянти́нович (*10 лютого 1876, Черкаси, Російська імперія — †15 липня 1956, Сен-Рафаель, Франція) — один з найбільший мислителів російського зарубіжжя, книжки якого читали Лев Толстой та Максим Горький, релігійний діяч.

## Біографія

### В Російській імперії
Народився Петро Костянтинович в Черкасах 1876 року в сім'ї генерала Костянтина Іванова, який походив із російського дворянського роду. Він був першою дитиною у багатодітній родині. 1901 року закінчив історико-філологічний факультет Московського університету. В 1903 році написав свій перший твір — своєрідне соціальне дослідження «Студенти в Москві. Побут. Характери. Типи». Його книгу високо оцінили письменники Серафимович та Горький, її було двічі перевидано. Згодом він написав свою другу книгу — «Ворогам Леоніда Андреєва». До революції його книги перевидавали по декілька разів. Дядько Петра Костянтиновича, Олександр Іванов, тридцять років працював у Льва Толстого переписувачем його рукописів. Зв'язки з письменником підтримував і Петро Іванов, який згодом надсилав йому свої книжки. Нині вони зберігаються у Музеї Толстого в Ясній Поляні (Тульська область, Росія).
Петро був популярним серед жінок, жив на широку ногу, не шкодував грошей. Одружився з дівчиною з багатої родини Морозових, вона народила доньку. Але його кохання було недовгим. Зустрівши іспанську циркову артистку, поїхав з нею до Мадрида. Коли в нього скінчились гроші, вона його кинула і він повернувся до Росії. Повернувшись, він дізнався про втрату своєї сім'ї — дружина та дочка померли від інфекційної хвороби. На нервовому підґрунті Іванов почав втрачати слух і з колишнього гультяя перетворився на благодійника.

### У Франції
З приходом Радянської влади все майно Іванова було відібране, а сам він 1923 року виїхав з країни разом з провідними представниками російської інтелігенції. Петро Костянтинович переїхав до брата у Берлін, а звідти разом — до Парижу. Пристойну роботу знайти не міг, тому давав уроки російської мови, торгував суницями та фруктами. Намагався всіляко підтримувати зв'язки з колишніми колегами. Справжнім покликанням для нього стало піклування про емігрантів з СРСР — відвідував їх у лікарнях, давав їм читати книги. дарував подарунки. на які просив кошти у багатіїв, померлих заносив у свій синодик та поминав їх за службами. Саме через це він став віруючою людиною — відвідував Трисвятительське подвір'я Московського патріархату у Парижі, засноване митрополитом Веніаміном (Федченковим).
|  | Він відрізнявся дивовижною незлостивістю, — згадував митрополит. — У нього не було і не могло бути ворогів!.. Найдивовижнішим у ньому була молитва… Я міг постійно бачити, як він молився! Впаде, бувало, на коліна перед образом Божої Матері чи Святого Миколая зі свічечкою, підніме очі свої догори, — і напівпошепки про щось говорить, як живий з живим. Потім підніметься з колін, поставить свічечку і скаже майже в слух: «Дякую Тобі, Пресвята Богородице!» або «святителю отче Миколаю»… |

У Парижі Петро Іванов написав дві фундаментальні книги — «Таємниця святих», у якій передбачив падіння радянської системи без втручання ззовні, і «Смирення у Христі», написану на підставі власного духовного досвіду. У своїх працях він ставив сучасникам у приклад високу духовність перших християн, а також християн Київської Русі, згодом «зіпсовану» Московською державою. Пізніше книжки Іванова мали велику популярність серед радянської інтелігенції 1970-их років, коли вони поширювалися самвидавом.
Помер Петро Іванов 15 липня 1956 року. Навіть ті, хто ставився до його особи і творчості критично, звертали увагу на його високу духовність. «Добре помирав» — казали про нього.